# Gabió

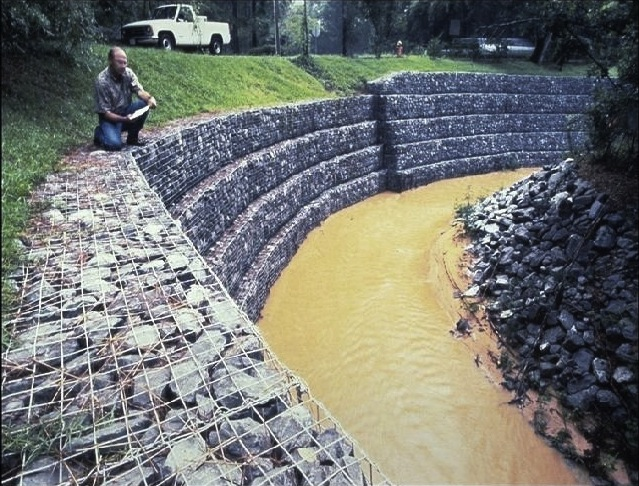
Un mur de gabions protegint el marge d'un rierol a Alabama.

Un gabió, en enginyeria i arquitectura, és una malla de filferro que s'emplena d'àrids o pedra i és usat, generalment, per erigir murs. Per construir-los s'anivella el terreny, es col·loca la malla al lloc i s'omple de material. A causa de la seva mida, se sol necessitar maquinària pesant, com excavadores, per col·locar-se i emplenar-se.
Els gabions es fan servir habitualment als murs per gravetat, ja que són autoportants i estables però no resisteixen bé a tracció. A més a més, com que es necessiten operaris menys especialitzats que per construir altres tipus de murs, i la maquinària pot omplir gabions ràpidament, sol ser una opció assequible.
Militarment, els gabions de vímet van ser introduïts per protegir l'artilleria durant els setges. Actualment, els gabions es continuen fent servir per crear grans fortificacions fàcilment, com la Línia Bar Lev o els nombrosos campaments de la Guerra de l'Afganistan, protegits amb gabions de tipus Hesco bastion.

## Característiques

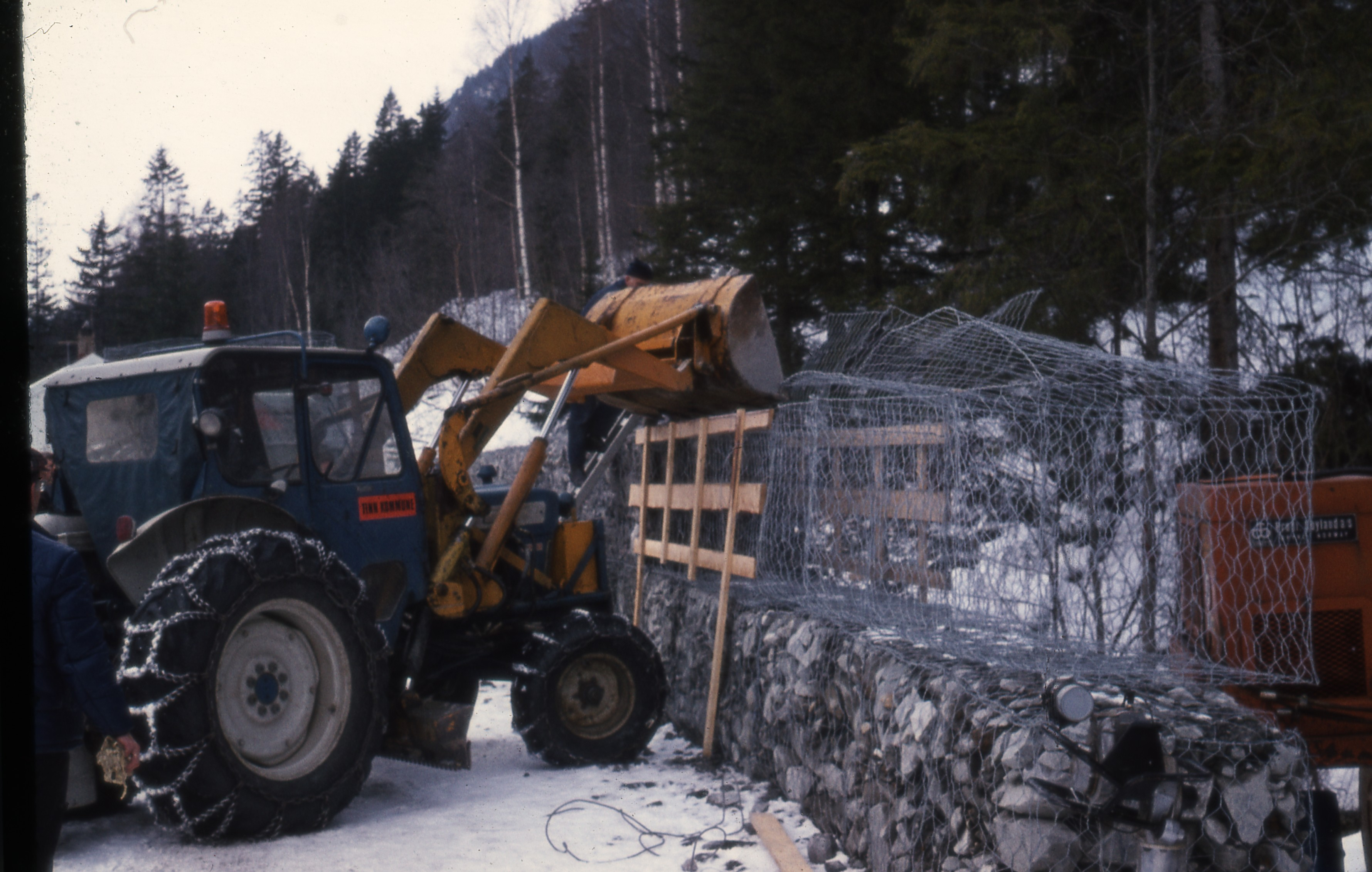
Una excavadora construint gabions per contenir despreniments de rocs a Rjukan, Noruega, l'any 2010.

Com que les operacions de muntatge i farciment de pedres no requereixen cap perícia, utilitzant gabions es poden executar obres que d'una altra manera requeririen molt més temps i operaris especialitzats. Es fabriquen amb malles (de triple torsió i escairades tipus 8x10 cm) de filferro d'acer (amb baix contingut de carboni) de 2,7 mm, a qui se li dona tres capes de galvanitzat, amb 270 grams de zinc. Les arestes dels gabions es reforcen també amb filferro de 3,4 mm. També es fa servir filferro per a l'amarratge de les peces de 2,2 mm.
Els gabions poden tenir diferents aspectes, és molt freqüent trobar-los amb forma de caixes, que poden tenir llargs d'1,5, 2, 3 i 4 metres, un ample d'1 metre i una alçada de 0,5 o 1,0 metres.

## Aplicacions
S'usen com a:
- Murs de contenció: els murs de gabions estan dissenyats per mantenir una diferència en els nivells de sòl en els seus dos costats constituint un grup important d'elements de suport i protecció quan es localitza en llits de rius.
- Decoratius: Recentment s'han utilitzat com un nou recurs. Exemple: a Port Madero, Buenos Aires.
- Conservació de sòls: l'erosió hídrica accelerada és considerada summament perjudicial per als sòls, ja que a causa d'aquest fenomen, grans superfícies de sòls fèrtils es perden, ja que el material sòlid que es desprèn a les parts mitjana i alta de la conca provoca l'azolve de la infraestructura hidràulica, elèctrica, agrícola i de comunicacions que hi ha a la part baixa.
- Control de rius: en els rius, el gabió accelera l'estat d'equilibri del llit. Evita erosions, transport de materials i esfondraments de marges, a més el gabió controla creixents protegint valls i poblacions contra inundacions.